# Symplecis matilei
Symplecis matilei är en stekelart som beskrevs av Delobel 1975. Symplecis matilei ingår i släktet Symplecis och familjen brokparasitsteklar. Inga underarter finns listade i Catalogue of Life.